# Лупеску, Николае
Николае Лупеску (рум. Nicolae Lupescu; 17 декабря 1940, Бухарест, Королевство Румыния — 6 сентября 2017, Бухарест, Румыния) — румынский футболист, защитник. Выступал за сборную Румынии, участвовал в Чемпионате мира по футболу 1970.

## Карьера
Начал карьеру в Футбольном клубе «Флакэра Рози Бухарест», позже перешел в ФК «Олимпия Бухарест».

В 1962 перешел в футбольный клуб «Рапид» из Бухареста. В его составе провел 10 лет, за это время сыграл 234 матча, в которых забил 8 раз.

В 1972 перешел в австрийский клуб «Адмира Ваккер Мёдлинг». За этот клуб играл до 1977 года, когда завершил карьеру игрока. За этот клуб отыграл 134 матча, в которых забил 9 мячей.

С 1964 по 1972 год играл за национальную сборную, участвовал в чемпионате мира 1970. За это время провел 21 матч, в которых забил 2 мяча.
В 1978 начал тренерскую карьеру в футбольном клубе «Рапид», который тренировал до 1980 года.

В 1985 году вновь вернулся в «Рапид». В 1986 году завершил тренерскую карьеру.

## Награды
Петролул
- Чемпионат Румынии
- Победитель (1): 1966/67
- Кубок Румынии
- Победитель (1): 1971/72
- Балканский кубок
- Победитель (1): 1964, 1966